# 総務省 (オランダ)
総務省（そうむしょう、オランダ語: Ministerie van Algemene Zaken）は、オランダの行政機関のひとつ。首相および内閣を補佐することを任務としている。現在職員数は400人を超えるが、諸外国に比べると小規模である。首相官邸で働く職員は総務省の一部である。

## 任務
1947年より総務大臣は首相が兼任することが慣例となっている。
- 憲法の改革を実施し、公共サービスの調整、社会的な疎外などの優先課題を中心から促進するために首相を補佐すること。
- オランダ王室の公務調整。
- 諜報政策の調整。
- 政府の広報。

## 沿革
総務省は1937年7月3日に発出された勅令により創設された。行政権の肥大化によって過重になった首相が通常の政務を執り行えることが目的である。1939年までは内務省と連携していたため、ビネンホフではなく、ターフマルクト地区に総務省庁舎所在していた。1945年には第二次世界大戦の影響に伴い、総務省が廃止される。1947年にはルイス・ベール首相（当時）が権力集中の回避を理由に復活した。
1974年から欧州理事会に参加し、1977年に首相官邸はビネンホフに移転した。
1959年から1963年までは総務長官が置かれ、ノルベルト・シュメルツァーが唯一の総務長官を務めた。